# Willem Albracht
Willem Albracht, né à Anvers en 1861 et mort à Berchem (Anvers) en 1922, est un artiste peintre belge qui a peint principalement des paysages, des portraits et des scènes de genre.

## Biographie
Peintre de portraits, de paysages et de scènes de genre, il a été formé à l'institut supérieur des Beaux-Arts d'Anvers.
En 1883, il est membre du cercle Als ik Kan d'Anvers, qui rassemblait alors de jeunes artistes désireux de faciliter l'exposition de leurs œuvres, en Belgique et dans les pays voisins.
Il donne fréquemment à ses tableaux une dimension sociale, n'hésitant pas à représenter les difficultés de vie de ses contemporains. Il fut également membre du cercle De Scalden (Anvers).